# Jelanecký rajón
Jelanecký rajón (ukrajinsky Єланецький район) byl rajón v Mykolajivské oblasti na Ukrajině. Hlavním městem byl Jelanec a rajón měl přibližně 15 tisíc obyvatel. 

## Sídla v rajónu
- Jelanec